# Conus franciscoi
Conus franciscoi é uma espécie de gastrópode do gênero Conus, pertencente à família Conidae.